# Mike Runnels
Mike Runnels (* um 1946 in Arkansas; † 5. Februar 2015 in Ruidoso, New Mexico) war ein US-amerikanischer Jurist und Politiker. Zwischen 1983 und 1987 war er Vizegouverneur des Bundesstaates New Mexico. Sein Vater war der Kongressabgeordnete Harold L. Runnels (1924–1980).

## Werdegang
Mike Runnels wuchs in Lovington (New Mexico) auf. Nach einem Jurastudium und seiner Zulassung als Rechtsanwalt begann er in diesem Beruf zu arbeiten. Gleichzeitig schlug er als Mitglied der Demokratischen Partei eine politische Laufbahn ein. Er wurde Staatsanwalt im 13. Gerichtsbezirk von New Mexico. 1982 wurde Runnels an der Seite von Toney Anaya zum Vizegouverneur seines Staates gewählt. Dieses Amt bekleidete er zwischen dem 1. Januar 1983 und dem 1. Januar 1987. Dabei war er Stellvertreter des Gouverneurs und Vorsitzender des Staatssenats. Er kandidierte zweimal, 1986 und 2000, jeweils erfolglos für einen Sitz im US-Repräsentantenhaus. Bei seiner letzten Kandidatur scheiterte er bereits in den demokratischen Vorwahlen.
Nach dem Ende seiner Zeit als Vizegouverneur praktizierte er wieder als Anwalt. Er fiel mehrfach wegen Verkehrsdelikten auf. Im Jahr 2010 wurde er von einem Gericht als Rechtsanwalt für ein Jahr suspendiert. Außerdem musste er 100 Stunden für soziale Zwecke arbeiten und eine Geldstrafe zahlen, weil er zum Nachteil seiner Klientin gegen seine Anwaltspflicht verstoßen hatte.